# Abashiri-ko (ijsbaan)
Abashiri-ko (網走湖) is een voormalige 400 meter natuurijsbaan op het Abashirimeer (Abashiri-ko) in Abashiri, een stad in de prefectuur Hokkaido in het noorden van Japan. De openlucht-natuurijsbaan lag op 30 meter boven zeeniveau en is in gebruik geweest van 1960 t/m 1964. In 1961 is het Japans kampioenschap allround op deze ijsbaan verreden.  

## Nationale kampioenschappen
- 1961 - JK allround